# Symfonie (Korngold)
Symfonie in F, op. 40 is de enige symfonie van Erich Korngold (alhoewel zijn Sinfonietta op. 5 alles heeft van een symfonie behalve de naam). Korngold componeerde de symfonie tussen 1947 en 1952. Schetsen van een aanzet tot een tweede symfonie werden na zijn overlijden gevonden.

## Geschiedenis
Korngold wilde zijn symfonie op. 40 opdragen aan Bruno Walter, vermoedelijk mede uit opportunisme om een behoorlijke publiciteit te krijgen bij de première. Walter dirigeerde het werk echter nooit. Het werk draagt de ondertitel ‘to the memory of Franklin Delano Roosevelt’. Walter bleek wel positief over het werk en noemde het ‘de beste moderne symfonie die hij kende’. Een bewering die niet veel om het lijf heeft tenzij ze iets zegt over Walters kennis van het moderne symfonische repertoire want vanuit een musicologisch standpunt is Korngolds symfonie niet per se een modern werk. De desastreuze première ervan – in 1954 in een live-uitvoering door de Oostenrijkse radio ORF onder leiding van Harold Byrns – was geen succes. Vermoedelijk doordat te weinig gerepeteerd was. Omdat Korngold merkte dat er zo weinig repetitietijd werd genomen probeerde hij tevergeefs de uitzending te voorkomen. In 1952 schreef hij in een brief over dit werk:

‘ik geloof dat mijn nieuwe symfonie aan de wereld zal aantonen dat atonaliteit en lelijke dissonanties – ten koste van inspiratie, vorm, expressie, melodie en schoonheid – uiteindelijk zal resulteren in een ramp voor de muziekkunst’.

De symfonie is onmodern, maar dat zegt niets over hoe moeilijk het te spelen is. Twee jaar na Korngolds dood merkte de van oorsprong Griekse dirigent Dimitri Mitropoulos over de symfonie op dat hij ‘heel zijn leven gezocht had naar het perfecte moderne orkestwerk. In deze symfonie heb ik dat gevonden. Ik zal het het volgende seizoen opvoeren’. Ook dit lijkt een uiterst diplomatieke stellingname en helaas overleed de dirigent het jaar erop. Pas bijna twintig jaar na de voltooiing van het werk bracht de dirigent Rudolf Kempe het werk weer onder de publieke aandacht. Met het Philharmonisch orkest van München nam hij het werk in 1972 voor het platenlabel RCA op. De producent was Korngolds zoon George Korngold. In diezelfde periode volgde nog enkele zeer succesvolle opnames op hetzelfde label van Korngolds filmmuziek. Rudolf Kempe kan als dirigent een temperamentvol ‘Straussiaan’ (Richard Strauss) worden genoemd en Korngolds idioom lag hem goed. In de jaren 90 van de vorige eeuw volgden meerdere opnames elkaar op: Edward Downes met het BBC Philharmonic op Chandos, Franz Welser-Möst met het Philadelphia Orchestra op EMI, André Previn met het London Symphony Orchestra op DGG en Werner Andreas Albert met het orkest van de Nordwestdeutsche Philharmonie Herford op CPO.

## Muziek
Het werk duurt ongeveer 50 minuten en heeft vier delen:

### Delen
1. Moderato, ma energico
2. Scherzo. Allegro molto – Trio. Molto meno (tranquillo)
3. Adagio. Lento.
4. Finale. Allegro.

### Orkestratie
- 3 fluiten (3e speler: piccolo) • 2 hobo’s • 2 klarinetten • basklarinet • 2 fagotten • contrafagot;
- 4 hoorns • 3 trompetten • 4 trombones • 1 tuba
- 3 pauken • slagwerk bestaande uit (grote trom • bekkens • gong • glockenspiel • xylofoon • marimba) - harp • piano (& celesta)
- 16 eerste violen • 14 tweede violen • 10 altviolen • 10 cello’s • 8 contrabassen.

De symfonie is Korngolds vooruitstrevendste werk. Hij lijkt hier werkelijk de opzichte, voluptueuze, filmisch, beeldende stijl te willen verlaten die hij zich bijna vanaf zijn geboorte had aangemeten. Maar hij doet dit in een tijd van de avant-garde, modernisme en twaalftoonsmuziek. Vergelijk welke andere symfonieën, die wel modern kunnen worden genoemd (echter ook een arbitraire opsomming), uit 1950 – 1952: Vagn Holmboes symfonieën nr. 7 en 8; de eerste symfonie van Henri Dutilleux, Robert Simpsons eerste symfonie; de derde symfonie van Hans Werner Henze en de vijfde en zesde symfonie van Karl Amadeus Hartmann. Of het Concert voor orkest van Witold Lutosławski. In de openingsmaten van het eerste deel klinkt een ijzige, hamerige sfeer door. Een persistent tweenootsmotief wordt gevolgd door bijna hetzelfde persistente tweenootsmotief: pam-pam … pam-pám. De vreemde instrumentatie van forte strijkers, een piano, een harp en een xylofoon veroorzaken het ijzige gevoel. Daarna valt de klarinet in met een dissonant idee dat in het eerste deel voortdurend wordt gevarieerd. Het orkest gaat er met het idee van de klarinet vandoor. Het tweede idee is wat meer lyrisch en hier valt Korngold (alweer) terug op zijn stiel behalve dan dat er geen contramelodie meer tegenover wordt gezet zoals in de traditionele 19de-eeuwse symfonie.
Nadat het eerste deel geklonken heeft volgt een scherzo. Het scherzo is afwisselend scherp, grappig, heroïsch, en beweegt vlot vooruit. Alle kleuren van de regenboog komen voorbij en hier kan men zo goed horen hoe goed Korngold kon orkestreren. Voor zijn filmwerken liet hij dit vaak over aan Hugo Friedhofer. Het trio klinkt daarbij vergeleken ineens wat saai. Op het moment dat de prachtige hoornpassages langskomen kan men vermoeden waar John Williams – die toch al zo vaak van plagiaat wordt beschuldigd – zijn ideeën voor zijn muziek bij de Star Wars films vandaan heeft.
Het adagio kent drie grote climaxen. Dit is het eigenlijke deel dat Korngold voorhad als een klaagzang over de dood van Roosevelt. Het is een doorleefd deel en de gebruikelijk clichés van Korngolds muziek ontbreken hier. Hij kon zich bijvoorbeeld nu inhouden in zijn (compositorische) streven naar hoog, hoger, hoogst. Het is een echt treurig deel dat niet beluisterd kan worden zonder aan de klankwereld van Gustav Mahler en Richard Strauss te moeten denken.
Het laatste deel is een voorwaarts pulserend rondo waar opvalt dat de strijkers getest worden om zo gearticuleerd mogelijk te kunnen spelen. Vanzelfsprekend – en daarom is het wellicht gewoon een klassieke symfonie in de klassieke betekenis – wordt op triomfantelijke wijze geëindigd met een opsomming van eerder materiaal.